# Günter Hessler
Günter Hessler (ur. 14 czerwca 1909 w Beerfelde, zm. 4 kwietnia 1968 w Bochum) – fregattenkapitän, niemiecki oficer marynarki, dowódca niemieckiego okrętu podwodnego U-107, który podczas II wojny światowej zatopił 19 statków o łącznym tonażu 108 411 BRT oraz 2 okręty pomocnicze o łącznej wyporności 10 411 ton. 24 czerwca 1941 został odznaczony Krzyżem Rycerskim – jako 76. w Kriegsmarine i 34. w U-Bootwaffe.